# 白毛假糙苏
白毛假糙苏（学名：Paraphlomis albida）为唇形科假糙苏属下的一个种。

## 扩展阅读
- 維基物種上的相關：白毛假糙苏